# Archibald Edmonstone (1er baronnet)
Pour les articles homonymes, voir Edmonstone.
Archibald Edmonstone, 1er baronnet (10 octobre 1717 - 20 juillet 1807), également le 11e de Duntreath, est un homme politique écossais.

## Biographie
Né à Dumbarton, Silver Banks, il est le fils de Archibald Edmonstone, 10e de Duntreath, et de sa femme Anne Campbell (décédée en Irlande, le 2 novembre 1785, petite-fille paternelle d’Archibald Campbell (9e comte d'Argyll) et petite-fille maternelle de John Elphinstone, 8e Lord Elphinstone et sœur de John Campbell (4e duc d'Argyll)). Il est Gentilhomme huissier de la verge noire en Irlande de 1763 à 1765. Il succède à son père en 1768. Au moment de son héritage, il est député pour Dumbartonshire, où il est élu en 1761, 1768 et 1774. En 1780, il est choisi pour Ayr Burghs, mais redevient député de Dumbartonshire en 1790 et reste en poste jusqu'à sa retraite du Parlement en 1799. Fervent partisan des conservateurs, il défend le gouvernement de Lord North pendant la Guerre d'indépendance des États-Unis. En raison de ses services publics, il est créé baronnet le 20 mai 1774.
Il épouse en octobre 1753 Susanna Mary Harenc (décédée le 4 juillet 1776), fille de Roger Harenc (décédé le 10 juin 1763), un français de Paris installé en Angleterre vers 1720 et son épouse Susanna Hays. Ils ont cinq fils et trois filles. En secondes noces, il épouse Hester, fille de John Heathcoate, décédé sans enfants en 1797. Edmonstone, âgé de quatre-vingt-neuf ans, meurt dans sa maison d'Argyll Street à Londres en juillet 1807. Ses cinq fils ont tous une carrière remarquable; cependant, ses deux fils aînés étant décédés, son troisième fils, Charles Edmonstone, lui succède.